# La Dorée
La Dorée è un comune francese di 333 abitanti situato nel dipartimento della Mayenne nella regione dei Paesi della Loira.
Qua nacque il botanico Lucien Louis Daniel.

## Società

### Evoluzione demografica
Abitanti censiti